# ڌ
Dhal (ڌ) est une lettre additionnelle de l’alphabet arabe utilisée dans l’écriture de l’od et du sindhi.

## Utilisation
Dans l’écriture du sindhi avec l’alphabet arabe, ‹ ڌ › représente une consonne occlusive alvéolaire voisée aspirée [dʰ].